# Cohors VI Commagenorum
Die Cohors VI Commagenorum [equitata] (deutsch 6. Kohorte aus Commagene [teilberitten]) war eine römische Auxiliareinheit. Sie ist durch Militärdiplome und Inschriften belegt.

## Namensbestandteile
- Commagenorum: aus Commagene. Die Soldaten der Kohorte wurden bei Aufstellung der Einheit auf dem Gebiet des ehemaligen Königreichs Commagene rekrutiert.

- equitata: teilberitten. Die Einheit war ein gemischter Verband aus Infanterie und Kavallerie. Der Zusatz kommt in der Inschrift (CIL 8, 18248) vor.

Da es keine Hinweise auf den Namenszusatz milliaria (1000 Mann) gibt, war die Einheit eine Cohors (quingenaria) equitata. Die Sollstärke der Kohorte lag bei 600 Mann (480 Mann Infanterie und 120 Reiter), bestehend aus 6 Centurien Infanterie mit jeweils 80 Mann sowie 4 Turmae Kavallerie mit jeweils 30 Reitern.

## Geschichte
Der erste Nachweis der Kohorte in der Provinz Africa beruht auf Militärdiplomen, die auf 127 n. Chr. datiert sind. In den Diplomen wird die Kohorte als Teil der Truppen (siehe Römische Streitkräfte in Africa) aufgeführt, die in der Provinz stationiert waren. Ein weiteres Diplom, das auf 128/129 datiert ist, belegt die Einheit in derselben Provinz. Wie aus der Inschrift (CIL 8, 2532) hervorgeht, wurde die Einheit im Jahr 128 durch Hadrian für ihre Leistungen während eines Manövers gelobt. Insbesondere hebt der Kaiser ihren Umgang mit der Schleuder hervor.
Um 174 waren zwei Decurios der Kohorte mit ihren Soldaten nach El-Agueneb abkommandiert. Die Einheit führte dann 177 in Mesarfelta Reparaturarbeiten am Amphitheater durch. Der letzte Nachweis der Kohorte beruht auf der Inschrift (CIL 8, 18248), die auf 198 datiert ist.

## Standorte
Standorte der Kohorte in Africa proconsularis bzw. Numidia waren möglicherweise:
- Lambaesis: die Inschriften (AE 1969/70, 706, CIL 8, 2532, CIL 8, 18248) wurden hier gefunden.
- Zarai: die Inschrift von Iulius Musicus wurde hier gefunden.

## Angehörige der Kohorte
Folgende Angehörige der Kohorte sind bekannt.

### Kommandeure
| - Aelius Serenus, ein Präfekt (um 177) (CIL 8, 2488) - C(aius) Aelius []nus, ein Präfekt (AE 1969/70, 706) | - Q(uintus) Aelius Rufinus Polianus, ein Präfekt (CIL 8, 4292) - T(itus) Atilius Iuvenalis, ein Präfekt (CIL 8, 4292) |

### Sonstige
| - C(aius) Iul(ius) Silvanus, ein Reiter (BCTH-1901-314) - Fl(avius) Felix, ein Beneficiarius (um 174) (CIL 8, 21567) - Iulius Musicus, ein Soldat (CIL 8, 4526) | - M(arcus) B[r]utt[ius] []tatus, ein Decurio (CIL 8, 21567) - Popilius E[], ein Decurio (CIL 8, 21567) |